# A Certain Sadness
A Certain Sadness är ett musikalbum från 2001 av jazzsångerskan Monica Borrfors tillsammans med Sweet Jazz Trio.

## Låtlista
1. A Certain Sadness (Carlos Eduardo Lyra/John Court) – 5'40
2. Yesterdays (Jerome Kern/Otto Harbach) – 4'13
3. I've Grown Accustomed to his Face (Frederick Loewe/Alan Jay Lerner) – 4'39
4. My Ideal (Leo Robin/Richard Whiting/Newell Chase) – 4'13
5. Once Upon a Summertime (Michel Legrand/Eddie Barclay/Eddie Marnay/Johnny Mercer) – 5'32
6. Somebody Loves Me (George Gershwin) – 4'06
7. My Foolish Heart (Victor Young/Ned Washington) – 4'55
8. That Old Feeling (Sammy Fain/Lew Brown) – 2'47
9. You've Changed (Bill Carey/Carl Fisher) – 5'06
10. For All We Know (Fred Coots/Samuel Lewis) – 2'51
11. Violets for Your Furs (Matt Dennis/Tom Adair) – 4'38
12. Embraceable You (George & Ira Gershwin) – 6'17

## Medverkande
- Monica Borrfors – sång
- Sweet Jazz Trio
  - Lasse Törnqvist – kornett
  - Mats Larsson – gitarr
  - Hans Backenroth – bas
- Guy Barker – trumpet (2, 9, 12)
- Gunnar Bergsten – barytonsaxofon (5)